# Ель-Кампо (Техас)
Ель-Кампо (англ. El Campo) — місто (англ. city) в США, в окрузі Вартон штату Техас. Населення — 12 350 осіб (2020).

## Географія
Ель-Кампо розташований за координатами 29°11′53″ пн. ш. 96°16′24″ зх. д. / 29.19806° пн. ш. 96.27333° зх. д. (29.198036, -96.273205).  За даними Бюро перепису населення США в 2010 році місто мало площу 21,49 км², з яких 21,46 км² — суходіл та 0,02 км² — водойми.

## Демографія
Згідно з переписом 2010 року, у місті мешкали 11 602 особи в 4140 домогосподарствах у складі 2928 родин. Густота населення становила 540 осіб/км².  Було 4491 помешкання (209/км²).
Расовий склад населення:
| - 76,1 % — білих - 10,9 % — чорних або афроамериканців - 0,5 % — азіатів - 0,3 % — корінних американців - 10,5 % — осіб інших рас |

До двох чи більше рас належало 1,7 %. Частка іспаномовних становила 47,0 % від усіх жителів.
За віковим діапазоном населення розподілялося таким чином: 29,3 % — особи молодші 18 років, 56,5 % — особи у віці 18—64 років, 14,2 % — особи у віці 65 років та старші. Медіана віку мешканця становила 34,1 року. На 100 осіб жіночої статі у місті припадало 92,5 чоловіків;  на 100 жінок у віці від 18 років та старших — 88,1 чоловіків також старших 18 років.
Середній дохід на одне домашнє господарство  становив 57 702 долари США (медіана — 45 413), а середній дохід на одну сім'ю — 65 734 долари (медіана — 51 012). Медіана доходів становила 45 125 доларів для чоловіків та 21 234 долари для жінок. За межею бідності перебувало 22,2 % осіб, у тому числі 35,0 % дітей у віці до 18 років та 17,8 % осіб у віці 65 років та старших.
Цивільне працевлаштоване населення становило 5276 осіб. Основні галузі зайнятості: освіта, охорона здоров'я та соціальна допомога — 20,4 %, роздрібна торгівля — 15,1 %, сільське господарство, лісництво, риболовля — 11,0 %, будівництво — 9,5 %.